# Kleinbahn Hardenberg–Neuenburg
| Kursbuchstrecke: | DR: 131g Hardenberg–Neuenburg (Westpreußen) (1944) PKP: 316 Twarda Góra–Nowe (1946) |                          |                          |
| Streckenlänge: | 6 km                                                                                |                          |                          |
| Spurweite: | 1435 mm (Normalspur)                                                                |                          |                          |
| |                                                                                     |                          |                          |
| \| \| \| von Dirschau \| \| \| \| 0,000 \| Hardenberg \| 86 m \| \| \| \| nach Laskowitz/Lassewitz \| \| \| \| 2,349 \| Przyn \| 84 m \| \| \| 6,006 \| Neuenburg (Westpr) \| 72 m \| |                                                                                     |                          |                          |
| Strecke |                                                                                     | von Dirschau             | von Dirschau             |
| Bahnhof | 0,000                                                                               | Hardenberg               | 86 m                     |
| Abzweig ehemals geradeaus und nach rechts |                                                                                     | nach Laskowitz/Lassewitz | nach Laskowitz/Lassewitz |
| Haltepunkt / Haltestelle (Strecke außer Betrieb) | 2,349                                                                               | Przyn                    | 84 m                     |
| Kopfbahnhof Streckenende (Strecke außer Betrieb) | 6,006                                                                               | Neuenburg (Westpr)       | 72 m                     |

Die Kleinbahn Hardenberg–Neuenburg AG verband mit ihrer normalspurigen Strecke die Stadt Neuenburg in der früheren preußischen Provinz Westpreußen mit der Hauptstrecke Bromberg–Dirschau.

## Geschichte
Die am 6. August 1852 von der Preußischen Ostbahn eröffnete Strecke Dirschau–Bromberg ließ die zum Landkreis Schwetz gehörende Stadt Neuenburg an der Weichsel mit über 5.000 Einwohnern „links liegen“. Um diese Lücke durch eine Kleinbahn zu schließen, bildete sich ein Konsortium, an dem der preußische Staat, die Provinz Westpreußen, der Landkreis Schwetz, die Stadt Neuenburg und die Bahnbau-Gesellschaft Lenz & Co beteiligt waren. 
Die am 19. Oktober 1904 gegründete Aktiengesellschaft konnte am 19. November 1906 die normalspurige Strecke von sechs Kilometern Länge eröffnen. Den Betrieb  führte zunächst die Firma Lenz & Co GmbH, dann bis 1919 die  Ostdeutsche Eisenbahn-Gesellschaft. 1914 verkehrten zehn Zugpaare.
Nach dem Ersten Weltkrieg kam der Kreis Schwetz zu Polen. Trotzdem behielt die Bahn ihre Selbständigkeit als Privatbahn Twarda Góra–Nowe. Erst am 27. November 1939 wurde sie der Deutschen Reichsbahn zugeteilt. Bei den Polnischen Staatseisenbahnen erhielt sie die Streckennummer 242.
1990 wurde der Personenverkehr von den Polnischen Staatseisenbahnen eingestellt, die Strecke ist stillgelegt.